# 虚栄の市 (1935年の映画)

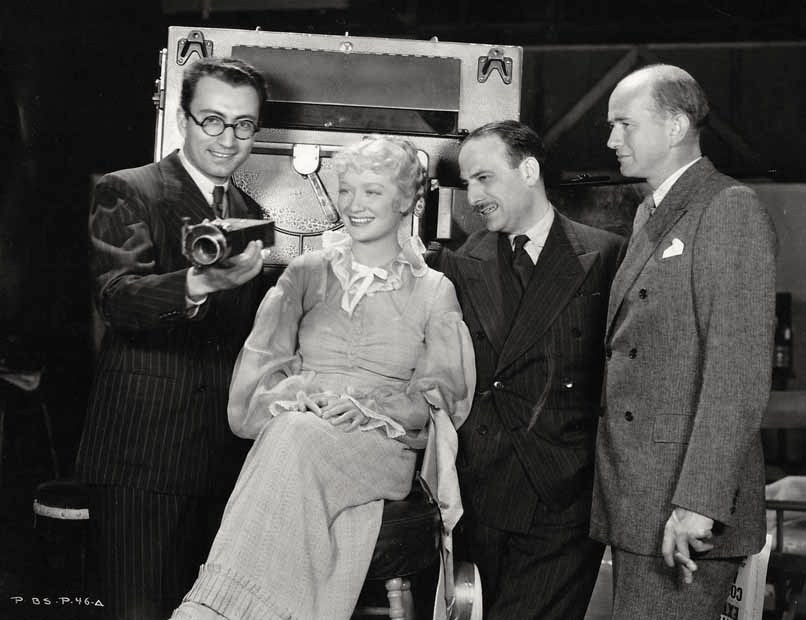
左からルーベン・マムーリアン、ミリアム・ホプキンス、マイケル・バルコン、ケネス・マクゴーウァン。本作のセットにて撮影した宣伝用写真。

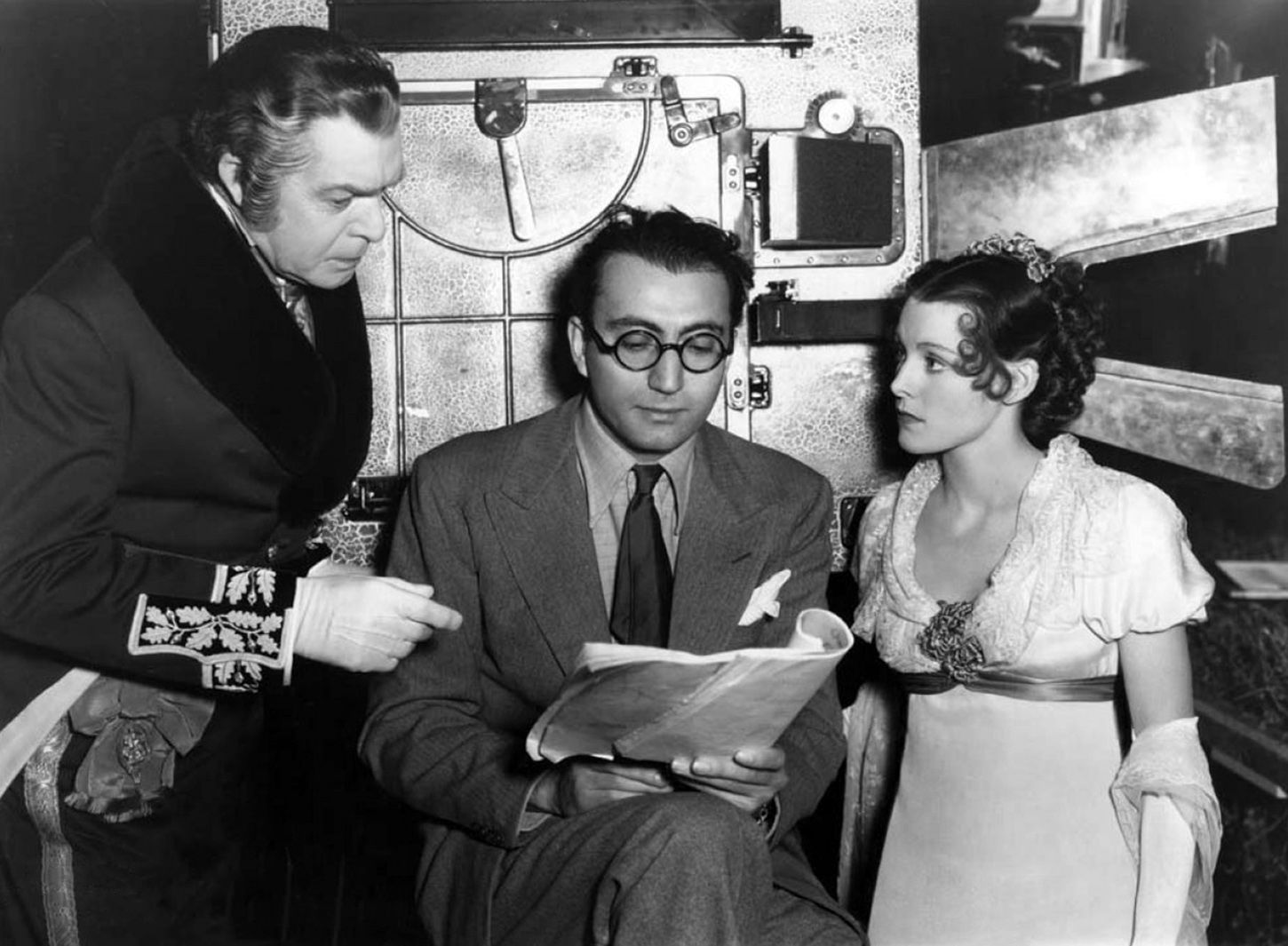
左からウィリアム・フェーヴァーシャム、ルーベン・マムーリアン、フランシス・ディー。本作のセットにて撮影した宣伝用写真。

『虚栄の市』（きょえいのいち、Becky Sharp）は1935年のアメリカ合衆国のドラマ映画。監督はルーベン・マムーリアン、出演はミリアム・ホプキンスとフランシス・ディーなど。イギリスの作家ウィリアム・メイクピース・サッカレーの長編小説『虚栄の市（原題：Vanity Fair）』（1847年 - 1848年）を原作とした1899年初演の戯曲『Becky Sharp』（ラングドン・ミッチェル脚色）を映画化した作品である。
3色法テクニカラーを使った初めての総天然色長編映画で、それまでの3色法を使ったカラー映画は短編か白黒映画の一部のシーンだけがカラーというものだった。
ローウェル・シャーマン監督が撮影開始直後に肺炎で急死したため、ルーベン・マムーリアンが監督を引き継ぎ、完成させた。
ミリアム・ホプキンスが第8回アカデミー賞の主演女優賞にノミネートされた。

## キャスト
- ベッキー・シャープ - ミリアム・ホプキンス
- アミーリア・セドリー - フランシス・ディー（英語版）
- ステイン侯爵 - セドリック・ハードウィック
- レディ・ベアクレス - ビリー・バーク
- ミス・クローリー - アリソン・スキップワース（英語版）
- ジョセフ・セドリー - ナイジェル・ブルース
- ロードン・クローリー - アラン・モウブレイ（英語版）
- ジョージ・オズボーン - G・P・ハントリー
- ピット・クローリー - ウィリアム・スタック（英語版）
- ピット・クローリー卿 - ジョージ・ハッセル（英語版）
- ウェリントン公爵 - ウィリアム・フェーヴァーシャム（英語版）